# Francisco Benítez Esbri
Francisco Benítez Esbri (La Vall d'Uixó, Plana Baixa, 13 d'octubre de 1970) va ser un ciclista valencià, professional del 1993 fins al 1999. Del seu palmarès destaca la victòria d'etapa a la Ruta Mèxic de 1997, on va aconseguir la segona posició a la classificació final.

## Palmarès
- 1997
  - Vencedor d'una etapa de la Ruta Mèxic

### Resultats a la Volta a Espanya
- 1994. 27è de la classificació general
- 1995. 30è de la classificació general

### Resultats al Tour de França
- 1997. 71è de la classificació general
- 1998. No surt (18a etapa)